# Václav Kotal
Václav Kotal (Náchod, 2 ottobre 1952) è un allenatore di calcio, dirigente sportivo ed ex calciatore ceco, di ruolo attaccante, tecnico del Hradec Králové.

## Palmarès

### Giocatore

#### Competizioni nazionali
- Coppa di Cecoslovacchia: 2

Sparta ČKD Praga: 1975-1976, 1979-1980

#### Competizioni internazionali
- Coppa Piano Karl Rappan: 1

Sparta ČKD Praga: 1980

### Allenatore

#### Competizioni nazionali
- Druhá Liga: 1

Hradec Králové: 2009-2010